# Pseudotsuga menziesii
Pseudotsuga menziesii, comúnmente llamado abeto de Douglas, douglasia verde, falsa tsuga verde de las Rocosas, pino Oregón, pino de Oregón o Douglas de Oregón, es un árbol del género Pseudotsuga originario de Norteamérica.

## Distribución
Se distribuye desde la Columbia Británica, en el suroeste de Canadá hasta la zona central de California, en el suroeste de Estados Unidos. Se extiende desde cerca del nivel del mar a lo largo de la costa de Oregón hasta los 1800 m s. n. m. en la Sierra Nevada.
El abeto de Douglas se ha utilizado en repoblaciones forestales en otros países principalmente de Europa y Sudamérica. En España se han ido plantando desde los años 1930 en el norte del país (Cantabria), destacando las plantaciones de Galicia, Guipúzcoa, Gerona y La Rioja. En Chile se distribuye preferentemente entre las regiones de la Araucanía y Los Lagos.

## Descripción

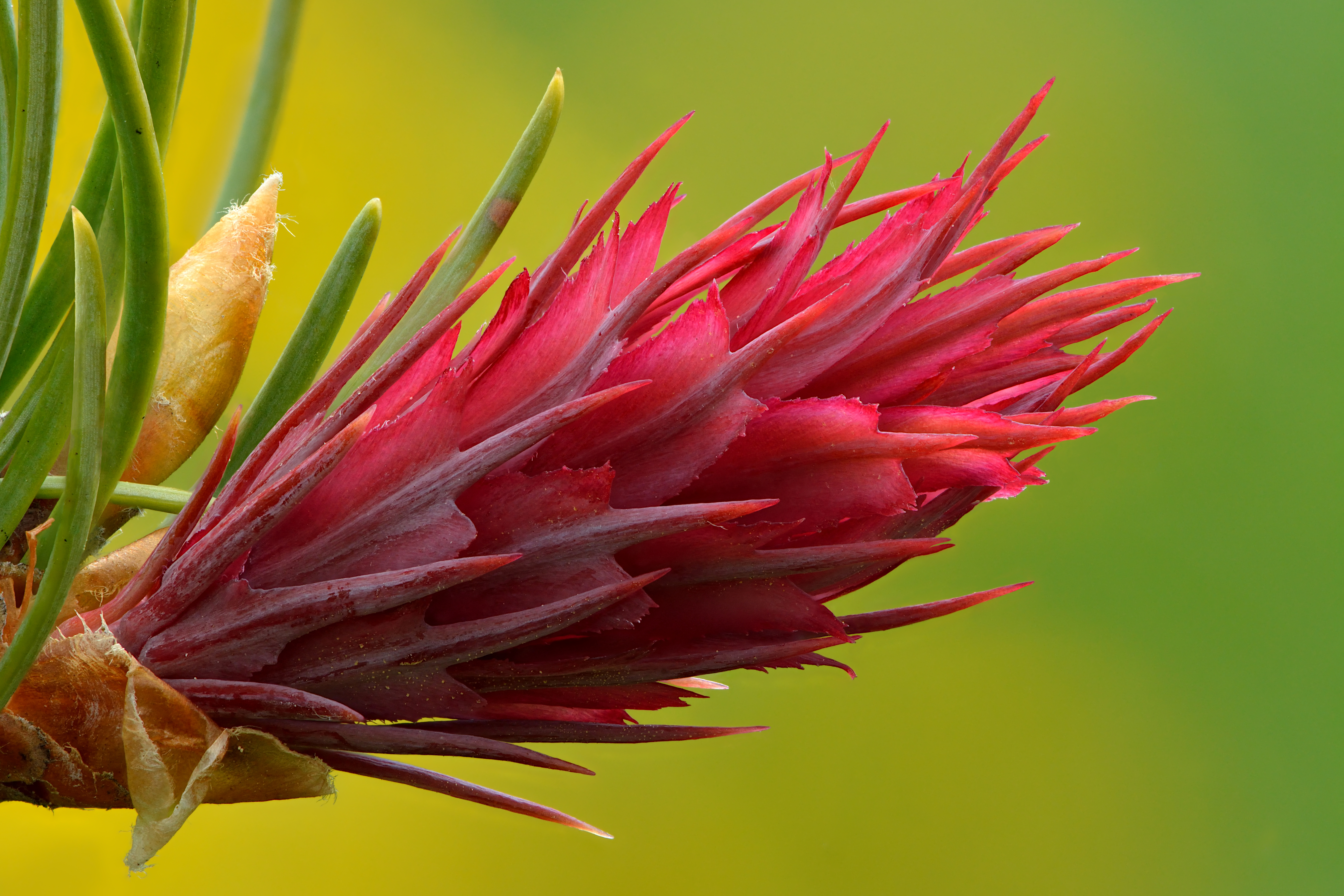
Cono

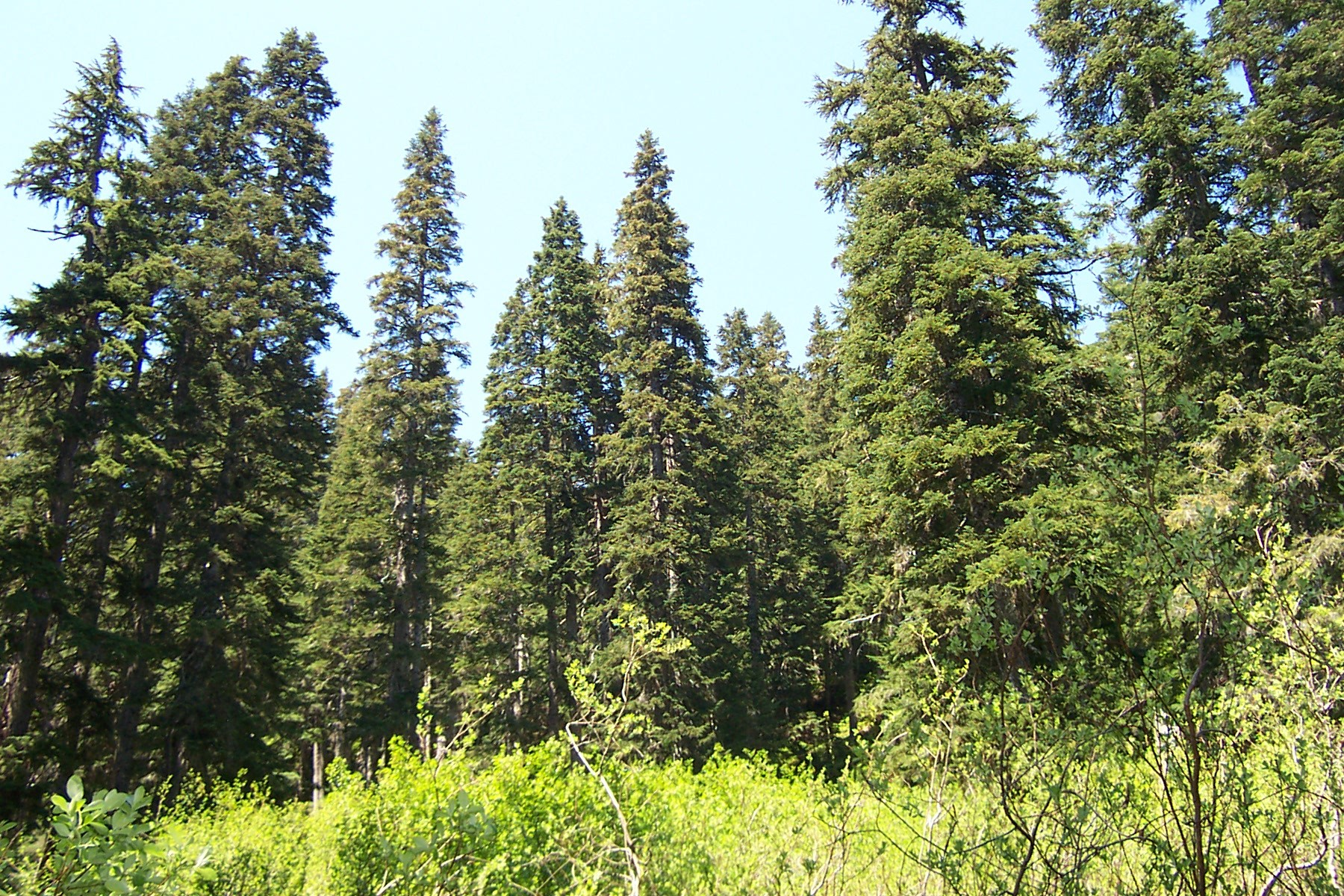
Abetos Douglas en el estado de Washington (Estados Unidos).

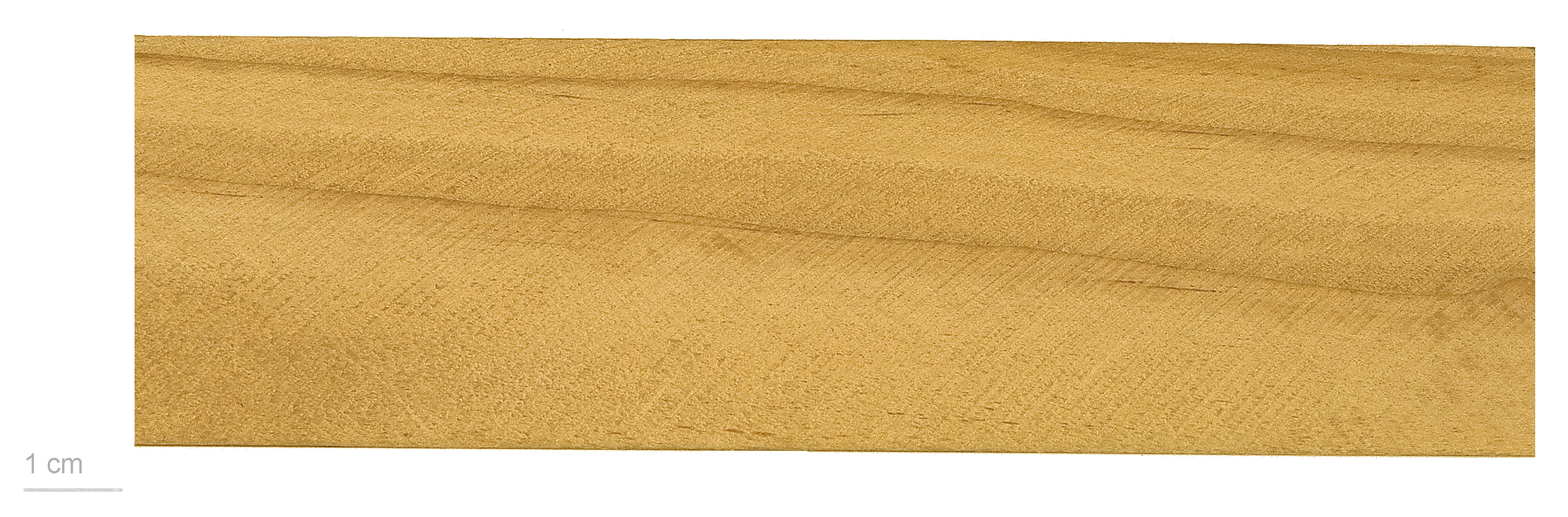
Pseudotsuga menziesii.

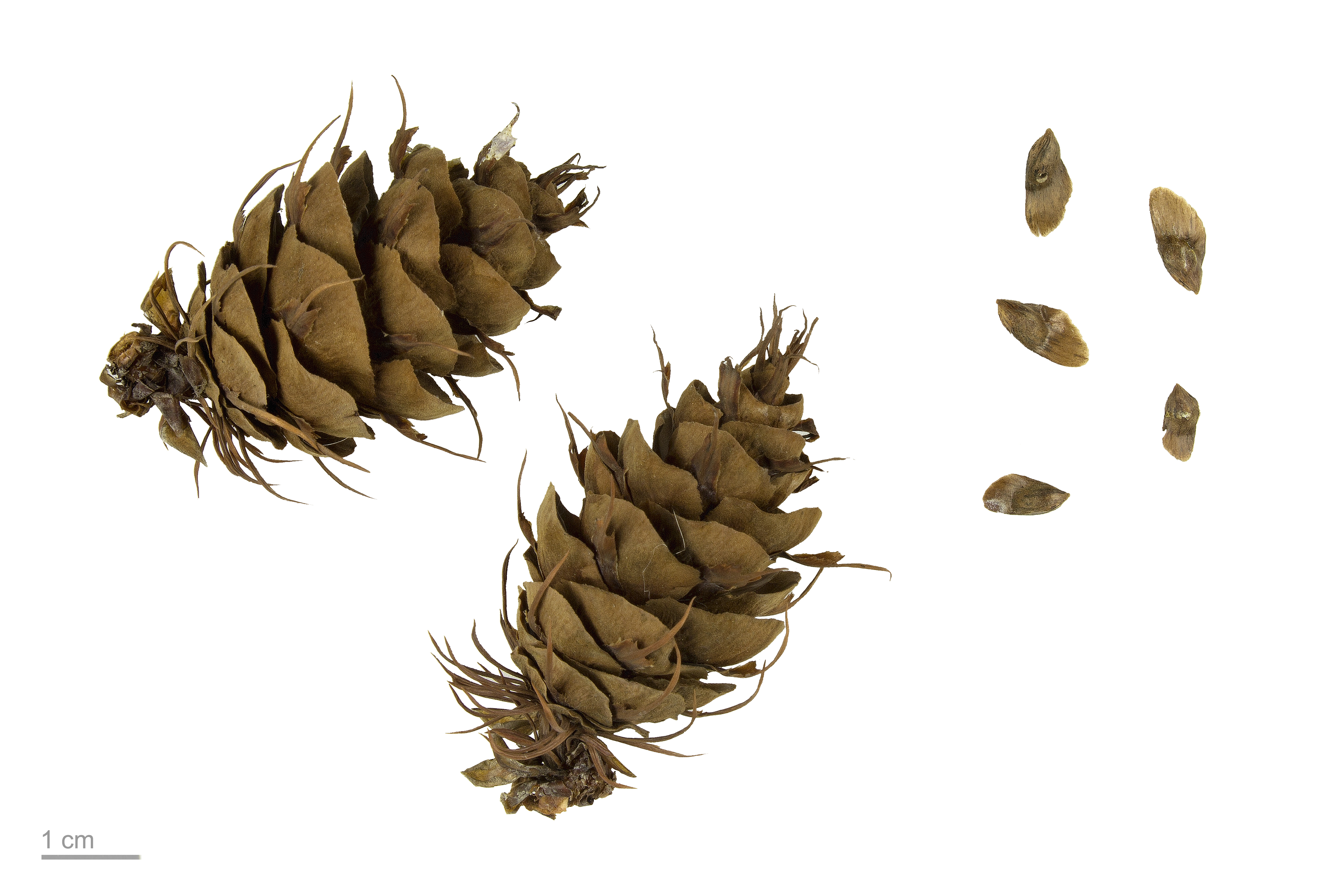
Pseudotsuga menziesii

Esta conífera es la tercera más alta del mundo (después de la secuoya roja y la secoya gigante respectivamente). Los árboles de 60 a 75 metros, con diámetros de tronco de 1,5 a 2 m son corrientes en los bosques primarios, se han documentado alturas máximas de 100-120 m y más de 4,5 a 6 m de diámetro. Puede vivir más de quinientos años y en ocasiones más de mil.
La corteza de los árboles jóvenes es fina, lisa, gris y contiene numerosas ampollas de resina. En los árboles maduros, que generalmente superan los 80 años, es muy grueso y corchoso, creciendo hasta 36 cm de espesor con fisuras verticales profundas y distintivas causadas por el crecimiento. Las capas de corteza de color marrón más oscuro se intercalan con capas de material corchoso de color más claro. Este espesor hace que el abeto de Douglas sea quizás el árbol nativo del noroeste del Pacífico más resistente al fuego.
Las hojas están dispuestas en espiral, pero ligeramente retorcidas en la base para apoyarse achatadas sobre uno de los lados del brote, son aciculadas entre 2-3,5 cm de largo con el haz color verde sin estomas y con dos bandas de estomas en el envés. Al frotarlas desprenden un fuerte aroma afrutado.
Los conos maduros femeninos son pendulares, de entre 5 a 11 cm de largo y 2-3 cm de ancho. Aparecen en primavera, de color verde al principio, tornándose marrón-anaranjados de seis a siete meses después, en otoño.
Las semillas tienen de 5 a 6 mm de largo y 3-4 mm de ancho, con un ala de unos 12 a 15 mm. Los conos masculinos, de 2 a 3 cm de largo, dispersan polen amarillo en primavera.

## Diversidad
Hay dos subespecies:
Pseudotsuga menziesii var. menziesii. Crece en las regiones costeras, desde el oeste y el centro de la Columbia Británica, Canadá hacia el sur hasta el centro de California, Estados Unidos. En Oregón y Washington su área de distribución es continua desde la cresta de la cordillera de las Cascadas hacia el oeste hasta el océano Pacífico. En California, se encuentra en los Klamath y Cadena costera llegando por el sur hasta las Montañas de Santa Cruz, y en la Sierra Nevada por el sur hasta la región de Yosemite.
Pseudotsuga menziesii var. Glauca - Douglasia de montaña o de interior. Crece más tierra adentro, en el interior de las Montañas Rocosas.

## Usos
Es uno de los árboles madereros más importantes, empleándose fundamentalmente en carpintería, para la construcción de estructuras en exterior (casetas, pérgolas, decks, etc) y en la industria papelera. También es muy empleado como árbol ornamental, árbol de Navidad y en repoblaciones forestales.

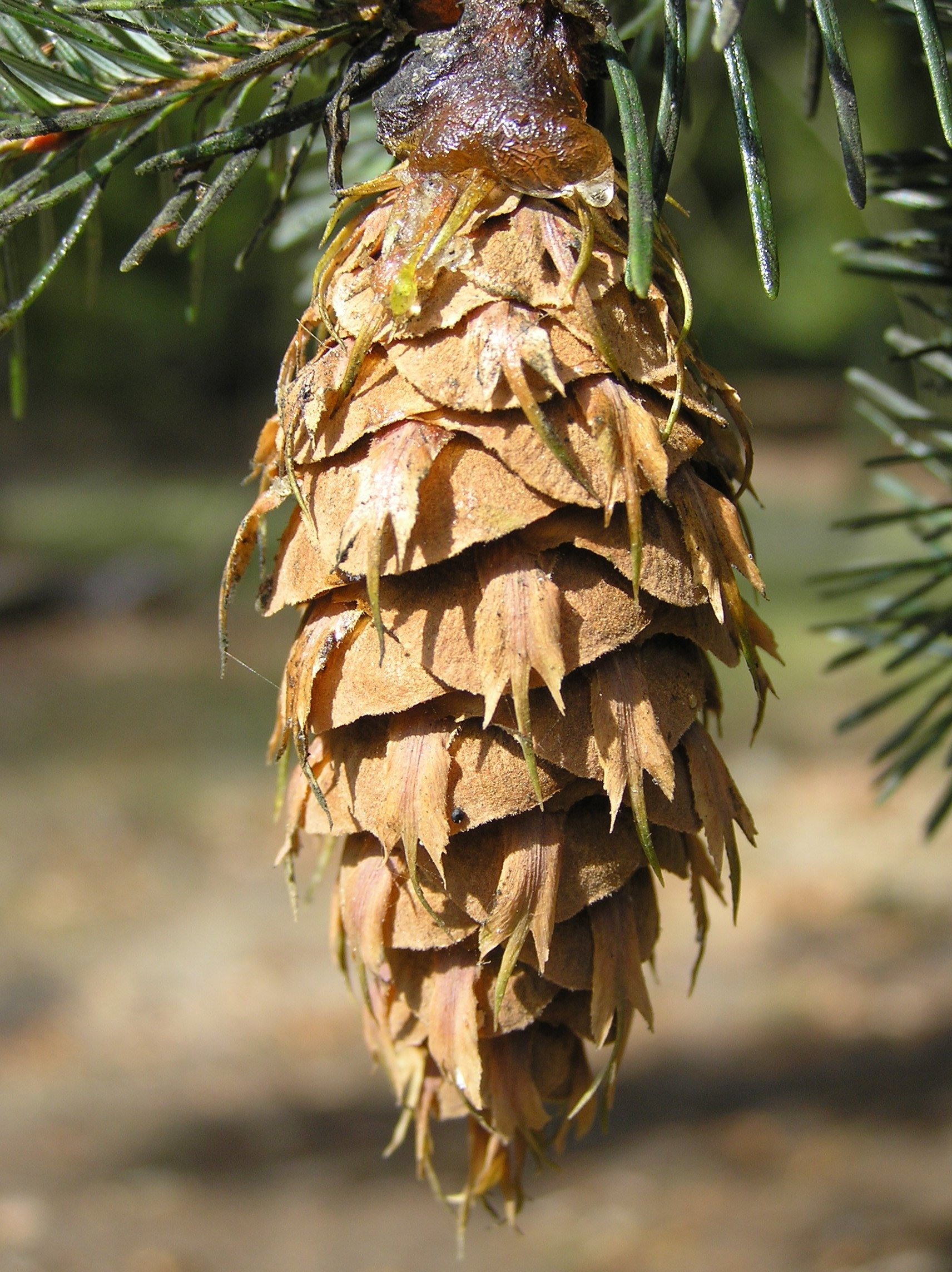
Cono

## Taxonomía
Pseudotsuga menziesii fue descrita por (Mirb.) Franco y publicado en Boletim da Sociedade Broteriana, sér. 2 24: 74. 1950.
Etimología
Pseudotsuga: nombre genérico que significa "falso Tsuga"
Su nombre específico, menziesii, proviene de Archibald Menzies, un físico escocés, rival del naturalista y médico escocés David Douglas, que documentó el árbol por primera vez en la isla de Vancouver en 1791. El nombre de Douglasia proviene de D. Douglas.
Variedad aceptada
- Pseudotsuga menziesii var. glauca (Beissn.) Franco

Sinonimia
- Abies menziesii Mirb.
- Abies mucronata Raf.
- Abies taxifolia (Lamb.) Poir.
- Pinus douglasii Sabine ex D.Don
- Pinus taxifolia Lamb.
- Pseudotsuga douglasii (Sabine ex D. Don) Carrière
- Pseudotsuga mucronata (Raf.) Sudw.
- Pseudotsuga taxifolia (Lamb.) Britton[8]
- Abies californica Steud.
- Abies douglasii (Sabine ex D.Don) Lindl.
- Abies drummondii Gordon
- Abies obliqua Bong. ex Gordon
- Abies obliquata Raf. ex Gordon
- Abies standishiana K.Koch
- Abietia douglasii (Sabine ex D.Don) A.H.Kent
- Picea douglasii (Sabine ex D.Don) Link
- Pseudotsuga vancouverensis Flous
- Tsuga douglasii (Sabine ex D.Don) Carrière[9]